# Comando Operativo di vertice Interforze
Das Comando Operativo di vertice Interforze (bis Juli 2021 COI, seither COVI; deutsch Oberstes streitkräfteübergreifendes Einsatzkommando) ist das Einsatzführungskommando der Streitkräfte Italiens. Es hat seinen Sitz auf dem Militärflugplatz Rom-Centocelle. Das COVI untersteht dem Generalstabschef der Streitkräfte unmittelbar. Es plant und führt Einsätze italienischer Streitkräfte.

## Aufgaben
Während die Generalstäbe der Teilstreitkräfte Heer, Marine und Luftwaffe in erster Linie für die Einsatzbereitschaft ihrer nachgeordneten Verbände verantwortlich sind, obliegt dem Generalstab der Streitkräfte die militärische Gesamtplanung und die gemeinsame Einsatzführung. Zur Planung, Vorbereitung, Führung, Unterstützung und Nachbereitung von gemeinsamen und kombinierten Militäreinsätzen dient dem Generalstabschef das COVI. Es übernimmt insbesondere die Führung von Militärkontingenten im Auslandseinsatz, oder deren Aufsicht und Unterstützung, sofern diese Kontingente internationalen Stäben unterstellt sind. Hinzu kommt die Leitung streitkräftegemeinsamer Übungen im In- und Ausland sowie bei Bedarf die Führung von Operationen im Inland, insbesondere in Katastrophenfällen oder in anderen Notlagen.
Darüber hinaus wirkt das COVI auch bei der Gesamtplanung und Weiterentwicklung der Streitkräfte mit, insbesondere hinsichtlich der Einsatzdoktrin.

## Organisation
Seit einer Neuordnung des COVI im Juli 2021 steht ein Generalleutnant oder ein Vizeadmiral mit viertem funktionalen Stern an der Spitze des COVI (davor drei Sterne), dazu kommt ein Stellvertreter und ein Chef des Stabes, in der Regel jeweils von unterschiedlichen Teilstreitkräften. Die Stabsabteilungen wurden ursprünglich zu drei, später dann zu zwei Gruppen zusammengefasst: Operationen und Unterstützung. Hinzu kommt das verlegbare Joint Force Headquarters (ITA-JFHQ) sowie ein Operations Headquarters (OHQ) der EU.
Neben dem Personal der drei genannten Teilstreitkräfte sind auch Carabinieri im COVI vertreten. Militärverbände der Teilstreitkräfte (force provider), einschließlich der Carabinieri und Einheiten anderer Organisationen, werden dem COVI je nach Lage und Bedarf unterstellt.
Im Juli 2021 wurden dem COVI drei Kommandos der Streitkräfte nachgeordnet, die bis dahin dem Generalstabschef der Streitkräfte unmittelbar unterstanden:
- Das 2004 in Rom-Centocelle beim COI (COVI) aufgestellte Comando interforze per le Operazioni delle Forze Speciali (COFS), das Grundsatzaufgaben im Bereich der Spezialeinheiten sowie deren Einsatzführung übernimmt.
- Das seit 2017 (Fusion CIOC-C4 Difesa) bestehende Comando per le Operazioni in Rete (COR) in Rom (Forte Trionfale), zuständig für Informationssicherheit, Computer Network Operations, Cyberabwehr und Cyberkrieg.
- Das 2020 gebildete Weltraum-Kommando Comando delle Operazioni Spaziali (COS), verantwortlich für Weltraumoperationen, unter anderem für das SICRAL-Satellitenzentrum in Vigna di Valle bei Rom.

## Geschichte
Das COI entstand auf der Grundlage des Gesetzes Nr. 25 vom 18. Februar 1997, mit dem die Stabschefs der Teilstreitkräfte dem Generalstabschef der Streitkräfte unterstellt wurden. Letzterer war davor nur primus inter pares. Mit dem personellen und materiellen Aufbau des COI wurde am 13. August 1997 begonnen, zunächst in der Città militare von Cecchignola im Süden von Rom. Am 18. März 1998 entstand formell eine erste Dienststelle, der ab dem 10. Dezember 1998 eine erste Einsatzführungsverantwortung übertragen wurde. Das COI erreichte am 1. November 1999 seine volle Einsatzbereitschaft. Im Lauf der Zeit leitete es zahlreiche Einsätze, Missionen und Übungen im In- und Ausland. Das Joint Force Headquarters wurde unter anderem nach schweren Erdbeben in den Abruzzen und in Haiti eingesetzt.
Im Jahr 2021 erfolgte im Bereich des Generalstabs der italienischen Streitkräfte eine Umstrukturierung, die den Planungsbereich (policy) klarer vom operativen Bereich abgrenzte. De facto untersteht dem bisherigen stellvertretenden Generalstabschef der Generalstab mit seinen klassischen Stabsabteilungen, während der Befehlshaber des reformierten und verstärkten COVI nunmehr die Rolle eines stellvertretenden Generalstabschefs für Operationen innehat, inklusive Spezialkräfte, Cyber- und Weltraumoperationen.

## Führung
Obwohl der Befehlshaber des COVI (COMCOVI) seit dem 26. Juli 2021 einen vierten funktionalen Stern hat, wird er in den italienischen Streitkräften weiterhin als Generalleutnant oder Vizeadmiral (in herausgehobener Dienststellung) betrachtet. Die italienischen Bezeichnungen dafür sind Generale di Corpo d’Armata (Heer), Ammiraglio di Squadra (Marine) oder Generale di Squadra Aerea (Luftwaffe).
| Nr. | Name                                         | Beginn der Berufung | Ende der Berufung |
| --- | -------------------------------------------- | ------------------- | ----------------- |
| 12  | Gen. C.A. Giovanni Maria Iannucci            | 20.01.2025          |                   |
| -   | Gen. S.A. Achille Cazzaniga (int.)           | 19.12.2024          | 20.01.2025        |
| 11  | Gen. C.A. Francesco Paolo Figliuolo          | 26.12.2021          | 19.12.2924        |
| -   | Gen. S.A. Silvano Frigerio (int.)            | 08.10.2021          | 26.12.2021        |
| 10  | Gen. C.A. Luciano Portolano                  | 02.09.2019          | 08.10.2021        |
| -   | Gen. D.A. Nicola Lanza de Cristoforis (int.) | 21.06.2019          | 02.09.2019        |
| 9   | Amm. Sq. Giuseppe Cavo Dragone               | 01.07.2016          | 21.06.2019        |
| 8   | Gen. C.A. Marco Bertolini                    | 06.02.2012          | 01.07.2016        |
| 7   | Gen. C.A. Giorgio Cornacchione               | 10.05.2010          | 06.02.2012        |
| -   | Gen. S.A. Tommaso Ferro (int.)               | 17.09.2009          | 10.05.2010        |
| 6   | Gen. C.A. Giuseppe Valotto                   | 07.03.2008          | 17.09.2009        |
| 5   | Gen. C.A. Mauro Del Vecchio                  | 05.09.2007          | 07.03.2008        |
| 4   | Gen. C.A. Fabrizio Castagnetti               | 11.07.2005          | 05.09.2007        |
| 3   | Gen. C.A. Filiberto Cecchi                   | 23.06.2002          | 11.07.2005        |
| 2   | Gen. C.A. Carlo Cabigiosu                    | 07.08.2001          | 23.06.2002        |
| 1   | Gen. C.A. Giuseppe Orofino                   | 13.08.1997          | 07.08.2001        |